# 버나드 로벨

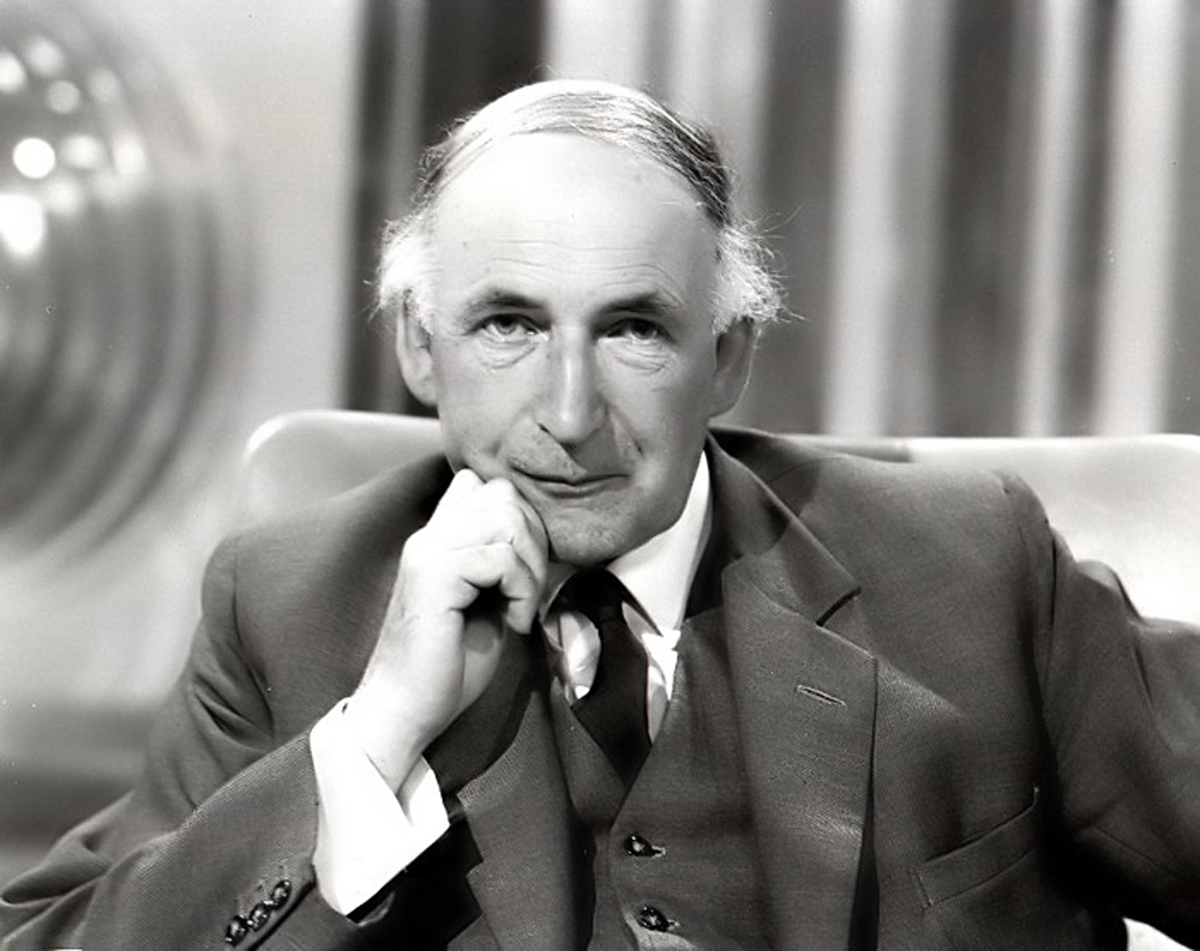

앨프리드 찰스 버나드 로벨 경(Sir Alfred Charles Bernard Lovell OBE, FRS, 1913년 8월 31일 ~ )은 영국의 물리학자이자 전파천문학자이다.
1940년대 후반과 1950년 초반에 걸쳐 산발적인 운석을 관측하였고, 레이다를 이용해서 운석의 위치와 속도를 구하는 방법을 고안했다.